# Пачкин, Василий Алексеевич
Василий Алексеевич Па́чкин (1898—1965) — генерал-лейтенант инженерно-технической службы Советской Армии, руководитель строительства оборонных объектов, газовых и нефтяных магистралей.

## Биография
Родился 18 (30 ноября) 1898 года в селе Константиново (ныне Воскресенский район, Московская область).
Член РКП(б) с 1918 года. В том же году (в апреле) поступил на службу в РККА. Участник Гражданской войны (Южный фронт).
Назначен начальником Броницкого уголовного розыска.
В 1929 году направлен на учёбу в счет «парттысячника» в МВТУ.
В 1935 году окончил Военно-инженерную академию имени В. В. Куйбышева.
С 1941 года заместитель начальника Главного управления аэродромного строительства (ГУАС) НКВД СССР. Генерал-майор инженерно-технической службы (3.9.1944).
В 1943 году командирован в г. Баку для разборки второй нитки нефтепровода Баку-Батуми, из которой сооружался нефтепровод Саратов-Астрахань.
Обеспечил выполнение ряда срочных правительственных заданий по строительству аэродромов, нефтепроводов, командных пунктов, восстановление химзавода.
С 1944 года начальник Управления строительства газопровода Саратов — Москва ГУАС НКВД.
В 1946 году назначен начальником Управления строительства газопроводов и нефтепроводов Министерства строительства топливных предприятий СССР.
В последующем руководил строительством газопроводов Дашава — Киев — Брянск — Москва, Кохтла-Ярве — Ленинград, нефтепроводов Туймазы — Уфа, Уфа — Челябинск и др.
В 1955 году перешёл на службу Министерства обороны СССР.
С 1957 года на пенсии.
Умер 19 августа 1965 года. Похоронен в Москве на Новодевичьем кладбище.
Соавтор книги: Первенец газовой индустрии [Текст] : Сарат. газ в Москве / В. Пачкин, И. Романовский. — [Москва] : изд-во и тип. изд-ва «Моск. рабочий», 1947. — 128 с. : ил.; 20 см.

## Награды и премии
- Сталинская премия третьей степени (1948) — за разработку и внедрение передовых технических методов и усовершенствований на строительстве газопровода Саратов — Москва
- три ордена Ленина (17 августа 1947 года — «за успешное выполнение заданий Правительства по строительству газопровода Саратов-Москва и организацию снабжения газом городов Москва и Саратов»)
- два ордена Красной Звезды
- орден «Знак Почёта»
- медаль «За оборону Москвы»
- медаль «За оборону Сталинграда»
- медаль «За оборону Кавказа»
- медаль «За победу над Германией в Великой Отечественной войне 1941—1945 гг.»
- медаль «За доблестный труд в Великой Отечественной войне 1941—1945 гг.»